# Gillesocialism
Gillesocialism eller skråsocialism är en decentralistisk socialistisk riktning med rötter i Storbritannien, som har beskrivits som en blandning av syndikalism och statssocialism, men också som kritik av de renodlade formerna av dessa.
Gillesocialismens främste teoretiker var G D H Cole. Han grundade sin teori utifrån idén om "politisk pluralism" som innebar att i ett samhälle finns det olika maktkällor och samhället bör delas upp efter dess olika funktioner. Till exempel ansåg Cole att staten skulle skiljas från ekonomin. Industrin skulle förvaltas av arbetarna genom fackföreningarna och konsumenterna skulle företrädas av staten. På så sätt skulle samhället uppnå en balans.
Gillesocialismen är en relativt bortglömd riktning inom socialismen. 
I Sverige blev gillesocialismen delvis företrädd av den socialdemokratiske finansministern och teoretikern Ernst Wigforss tidiga skrifter om industriell demokrati. I socialdemokratin i början av 1900-talet fanns det strömningar som tyckte att man borde äga eller ha inflytande i företagen. Socialdemokratin och fackföreningarna har startat och ägt företag men idag har detta ägande minskat mycket, exempel på företag som har kopplingar är Folksam, Fonus, Konsum, med mera.  
Även olika syndikalistiska företrädare har inspirerats av gillesocialismen.